# Michael Spillane
Michael J. Spillane, detto Mickey o Gentleman Gangster (Hell's Kitchen, 13 luglio 1933 – Woodside, 13 maggio 1977), è stato un mafioso statunitense che, tra gli anni Sessanta e Settanta, esercitò il proprio controllo sul quartiere di Hell's Kitchen, a New York.
Spillane si distingueva per i suoi modi relativamente pacati e per uno stile criminale meno brutale - da qui il suo soprannome - in netto contrasto con la violenza spietata che avrebbe poi caratterizzato i Westies, la gang che gli succedette nel dominio del quartiere.

## Biografia
Michael J. Spillane nacque il 13 luglio 1933 da genitori irlandesi, Michael Anthony Spillane e Margaret Curran. Fin da giovane si distinse per le sue doti scolastiche: frequentò la Sacred Heart School nel quartiere di Hell’s Kitchen, dove fu promosso due classi in avanti grazie ai suoi brillanti risultati. All’età di 12 anni ottenne una borsa di studio completa per frequentare la prestigiosa Rice High School di Manhattan. Tuttavia, dopo due anni abbandonò gli studi per sostenere economicamente la madre rimasta vedova.

### Vita privata
Spillane ebbe tre figli: Michael Jr. (detto Mickey), Robert e Denise. Robert, che aveva intrapreso la carriera di attore, morì tragicamente il 10 luglio 2010 a Manhattan, precipitando dal sesto piano del suo appartamento. Si era appoggiato a una zanzariera mentre era al telefono con il fratello, ma la rete cedette, causando la caduta fatale.
Il nome di Mickey Spillane è stato dato a un bar situato nel cuore di Hell’s Kitchen, all’angolo tra la 49ª Strada e la 9ª Avenue: si chiama Mickey Spillane’s Hell’s Kitchen ed è stato fondato dal figlio, Mickey Spillane Jr.

## Carriera criminale
A 17 anni tentò una rapina in un cinema, durante la quale venne ferito da un agente di polizia. Trascorse i successivi quattro anni in prigione.
Dopo il rilascio, Spillane iniziò a lavorare come corriere del gioco clandestino per conto di vari esponenti del crimine organizzato attivi a Hell’s Kitchen. Nel 1960 subentrò nella gestione delle attività illecite lasciategli da Hughie Mulligan, suo predecessore nei racket della zona. Nello stesso periodo sposò Maureen McManus, figlia di Eugene McManus, influente leader del Partito Democratico locale, rafforzando così il proprio potere anche sul piano politico.
Sebbene la criminalità organizzata newyorkese fosse in larga parte dominata dalla mafia italiana, durante il regno di Spillane gli italiani si tennero lontani da Hell’s Kitchen. Spillane non esitava a rapire membri della mafia italo-americana per poi chiedere riscatti, utilizzando quei fondi per finanziare le proprie attività. Controllava estorsioni, gioco d’azzardo e prestiti a usura, ma si oppose fermamente al traffico di droga, vietandolo nei suoi territori.
Il suo rifiuto di permettere agli italiani di entrare nei racket dell’area ovest di Manhattan fu però la causa della sua rovina. Proprio in quel periodo stava sorgendo il Jacob K. Javits Convention Center, destinato a generare ingenti flussi di denaro. Spillane già traeva profitti consistenti da luoghi strategici come il Madison Square Garden, il lungofiume dell’Hudson e i sindacati locali: la sua crescente influenza minacciava l’egemonia delle famiglie mafiose italiane.
Da questo scontro d’interessi nacque la sanguinosa guerra tra le bande irlandesi e italiane degli anni ’70, che avrebbe portato alla caduta di Spillane.

### La guerra mafiosa italo-irlandese
Negli anni Settanta, sotto la guida di Michael Spillane, la mafia irlandese si strutturò in modo più organizzato e riuscì a estendere il proprio controllo oltre Hell’s Kitchen, occupando gran parte del lato ovest di Manhattan. Questo rafforzamento preoccupò seriamente la mafia italiana, che vide minacciata la propria supremazia e pretese di partecipare ai profitti legati alla costruzione del nuovo Jacob K. Javits Convention Center, un progetto ambizioso situato nel quartiere di Chelsea, appena a sud di Hell’s Kitchen. Spillane rifiutò categoricamente qualsiasi coinvolgimento della mafia italiana nel progetto. Nonostante i mafiosi italiani fossero molto più numerosi, Spillane riuscì a mantenere il controllo del centro congressi, infliggendo un'umiliazione significativa ai rivali.
La reazione non si fece attendere. Determinati a vendicarsi, i mafiosi italiani assoldarono un sicario irlandese-americano fuori controllo, Joseph "Mad Dog" Sullivan, con il compito di eliminare tre dei più fidati collaboratori di Spillane: Tom Devaney, Eddie "the Butcher" Cummiskey e Thomas "the Greek" Kapatos. Le uccisioni mirate destabilizzarono l'organizzazione irlandese e segnarono l'inizio di un declino.
A causa delle minacce sempre più gravi rivolte alla sua famiglia, Spillane decise di trasferirsi da Hell’s Kitchen al quartiere di Woodside, nel Queens, nel tentativo di proteggerla dalla violenza crescente.
Nel frattempo, già nel 1966, un giovane ambizioso di nome Jimmy Coonan aveva iniziato a fare pressione su Spillane, cercando di sottrargli potere e influenza. Arrestato e condannato per omicidio, Coonan finì in carcere nel 1967, ma al suo rilascio tornò sulla scena più determinato che mai. Questa volta cercò l’appoggio della famiglia mafiosa Gambino, attraverso il legame con Roy DeMeo, un emergente e spietato criminale di Brooklyn.
L’alleanza tra Coonan e i Gambino segnò il tramonto dell’era di Spillane e della vecchia mafia irlandese.

## Morte
Il 13 maggio 1977, all’età di 43 anni, Michael Spillane fu ucciso davanti al suo appartamento nel Queens. Da tempo circolano voci secondo cui l’omicidio sarebbe stato eseguito dalla famigerata banda di Roy DeMeo, come favore a Jimmy Coonan. Secondo alcune fonti, fu lo stesso DeMeo a premere il grilletto.
Dopo la sua morte, Coonan assunse il controllo della mafia irlandese di Hell’s Kitchen, inaugurando una nuova fase dominata dalla violenza estrema e da una più stretta collaborazione con la mafia italo-americana.
Michael Spillane riposa nel Calvary Cemetery, nel Queens, a New York.

## Nella cultura popolare
Mickey Spillane è interpretato da Mark Noonan in un episodio della prima stagione della serie televisiva The Deuce - La via del porno (2017-2019), prodotta da HBO.